# Túnels de Vallvidrera

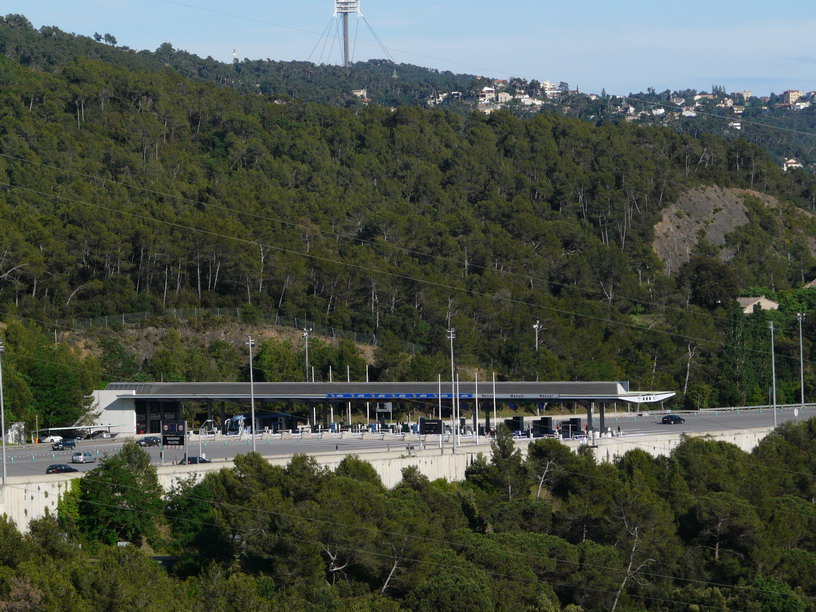
Peatge del túnel de Vallvidrera, a La Floresta

Els Túnels de Vallvidrera són una autopista que, travessant la serra de Collserola, uneix la ciutat de Barcelona amb la comarca del Vallès Occidental. Van ser inaugurats el 1991. Inclou un seguit de cinc túnels, el més llarg dels quals —amb diferència— és el túnel de Vallvidrera, amb una longitud de 2.517 metres, i que és l'únic de peatge.

## Història
El 14 de febrer de 1967 l'ajuntament de Barcelona va iniciar els tràmits per connectar Barcelona amb el Vallès, amb una sèrie de túnels a través de la serra de Collserola. La primera part de les obres es va dur a terme entre 1970 i 1975, però es va paralitzar el març de 1976. Es van tornar a activar el 1988, finalitzant la boca sud del túnel oriental, i es van inaugurar el 1991.
El Departament d'Economia i Coneixement de la Generalitat de Catalunya i la societat Túnels de Barcelona i Cadí, Concessionària de la Generalitat de Catalunya SA, van tancar el desembre de 2012 l'acord per a la gestió de la conservació i l'explotació dels túnels de Vallvidrera i del Cadí durant un període de 25 anys, allargant el peatge fins al 2037. La Generalitat de Catalunya ha ingressat 309,6 milions d'euros, un 72% del cànon total de 430 milions que percebrà per aquesta operació. La quantitat restant es liquidarà al final del període d'adjudicació.
La privatització de la gestió del servei públic dels túnels de Vallvidrera i del Cadí fou un exemple de col·laboració publicoprivada, ja que la Generalitat cedí l'explotació de les infraestructures però n'ha mantingut la propietat i el servei continua essent públic. I, per una altra banda, els beneficis econòmics, que —fins a la privatització, i gràcies a la gestió pública— es destinaven al finançament de noves infraestructures, ara es repartiran entre els accionistes de les empreses privades. A més, amb la cessió de l'explotació, també es dissolen dues empreses públiques: Tabasa i Túnel del Cadí.

## Tarifes del peatge
Les tarifes del peatge de Vallvidrera, per a un turisme, durant de l'any 2021, són de 4,31 € en hores punta (horari de circulació habitual), mentre que durant les hores vall es redueix a 3,84 €. Els túnels de Vallvidrera ofereixen l'oportunitat de circular amb gratuïtat als vehicles elèctrics i la disminució pronunciada (un 30% l'any 2016) a aquells vehicles de baix consum.
Hi ha altres tarifes especials per a aquells/es usuaris/àries que viatgin amb un nombre elevat de persones (Alta ocupació o VAO 3+) (40%), sempre que tinguin a Via-T de Túnels de Vallvidrera, així com per a aquelles persones que tenen una freqüència de pas elevada, les quals arriben a tenir un descompte total de fins a un 20% sobre la tarifa normal.

## Túnels més importants del recorregut
- Túnel de Vallvidrera: 2.517 m
- Túnel de La Floresta: 440 m
- Túnel de Can Llobet: 391 m
- Túnel de Valldoreix: 857 m
- Túnel de Can Rabella: 389 m

## Recorregut
- Sortida 2- B-20 Ronda de Dalt direcció Besòs - Nus de la Trinitat - Pça. Borràs.
- Sortida 7- La Floresta - Les Planes. Enllaç a BV-1462.
- Sortida 8- Valldoreix - Sant Cugat. Enllaç a BV-1462.
- Sortida 10- Sant Cugat Centre - Mira-sol.
- Sortida 11- Sant Cugat - Rubí Sud.
- Sortida 12- Centre Comercial Sant Cugat (anteriorment amb hipermercat Eroski, però des de fa uns anys és de Carrefour). Polígon Industrial Can Sant Joan.
- Sortida 13A- AP-7 Girona - França.
- Sortida 13B- AP-7 / B-30 Tarragona - Lleida.

## Intervenció arqueològica
El 2010 es va dur a terme una intervenció arqueològica a la zona, que va consistir en una prospecció superficial realitzada als terrenys afectats pel Desdoblament del túnel de Vallvidrera C-16, PK 1+980 al 5+400 a Barcelona (Barcelonès), i que ha permès comprovar la inexistència de restes arqueològiques en superfície, tant mobles com immobles al llarg del traçat del nou desdoblament i als punts dels pous de ventilació del túnel, a excepció d'una zona a l'inici del projecte on s'han detectat quatre fragments de ceràmica moderna que es podrien relacionar amb les masies existents abans de la construcció de les cases actuals.